# Marikangen
Marikangen is een bestuurslaag in het regentschap Cirebon van de provincie West-Java, Indonesië. Marikangen telt 7269 inwoners (volkstelling 2010).